# Erogén zóna

Erogén zónák a férfi és a női testen

Az erogén zónák az emberi test olyan területei, amelyek ingerlése azok fokozott érzékenysége miatt szexuális izgalmat vált ki. Egyéntől függően ez akár a test minden területe lehet, de a férfiak és nők többségének gyakori (és közös) erogén zónáik vannak. Bár a leggyakoribbak egyes bőrfelületek, ezeken kívül például a prosztata a férfiaknál, és a csikló a nőknél szintén erogén zónának számítanak. Általánosságban igaz, hogy a férfiagyra a látvány, a nőkre pedig az érintés hat serkentőbben.
Anatómiai szempontból az emberi bőrnek kétfajta erogén zónája van:

## Nem-specifikus
Ezeken a területeken a bőr hasonló a közönséges szőrrel borított bőrfelülethez, normális mennyiségű idegvégződést és szőrtüszőt tartalmaz. Ilyen területek például a nyak oldalsó és hátsó része, a hónalj és a test oldalain a hónaljtól a csípőcsontig vonuló rész. Az elmének szintén fontos szerepe van (főként az érzelmekkel kapcsolatos funkcióinak), fogékony az erotikus beszédre, hasonlatokra; az erotikus fantáziákra.

## Specifikus
Ezek a területek hevesebb ingert váltanak ki, ide tartoznak például a nemi szervek (beleértve a fitymát, a péniszt, a klitoriszt, a női külső nemi szerveket és az ánusz környéki bőrt, a herezacskót, az ajkakat, a mellbimbót és a szemet). A fedőhám ideghálózata jól fejlett, és több idegvégződés van közel a bőr külső felszínéhez, mint a szőrrel borított bőrnél.
- Fejbőr: a fejbőrmasszázs feszültség- és görcsoldó hatású.
- Szemek: nyugaton a szemre adott csók nem szokatlan jelenség. Néhány kultúra hite szerint a tartós szemkontaktus („lélek-látás”) akár orgazmushoz is vezethet.
- Ajkak: a bőr felületén kezdetleges idegvégződések találhatóak. Az ideghálózatok közel vannak a fedőhámhoz, a külső részek felé csökkenő sűrűséggel. A szájüreg felé az irharéteg elvékonyodik, az idegvégződések száma pedig csökken. A csókolózás során az ajkak megduzzadnak, megtelnek vérrel, és a vékony bőr miatt sokkal jobban ingerelhetők (a csók tulajdonképpen egyfajta ajakmasszázs).
- Száj: a szájüregben Ruffini és Meissner testecskék találhatóak, a nyelv nyálkahártyáján pedig visszirányú idegi kiterjedések.
- Nyak: a nyak és a kulcscsont körüli terület szintén érzékeny terület. Ez a részen az erek könnyen elpattannak, a túl heves csók vagy harapdálás zúzódásokat okoz („kiszívott nyak” jelenség).
- Mell: a mellbimbó és a bimbóudvar Golgi-Mazzoni és Vater-Pacini féle receptorokat tartalmaznak. Meissner testecskék egyáltalán nincsenek, rendezett idegvégződés pedig kevés van. Az areolán található szőrszálak az érzékenységet növelik. Izgatás hatására a mellbimbó körüli bőr sötétebb árnyalatot vesz fel, a bimbó pedig megduzzad. Az egyenletes izomtömeg és a tejmirigyek szövetei a mellbimbóban és a bimbóudvarban megakadályozzák a normális irhabeli ideghálózatok kialakulását, amelyek más erogén régiókban megtalálhatóak.
- Hímvessző: a makk teljes felületét nyálkahártyával határos idegvégződések borítják, főként a makk pereménél található barázdában. A Vater-Pacini testecskék szintén megtalálhatóak a makk bőr alatti szöveteiben.
- Fityma: a nyálkahártya határánál sok idegvégződéssel rendelkezik, melyek a disztális határtól a szőrös bőrfelületig terjednek. A vékony irha és a minimális bőr alatti szövet sűrű ideghálózatot eredményez. A nyálkahártya határánál levő idegvégződések a születés után alakulnak ki, a csecsemőknél még csak néhány van belőlük, majd a felnőttkorra a számuk megsokszorozódik.
- Perineum: a herezacskó és az ánusz közötti érzékeny terület. A perineum enyhe nyomása az ejakuláció előtt növelheti az orgazmus intenzitását.
- Klitorisz: a legsűrűbb ideghálózattal rendelkezik, rengeteg idegvégződéssel. A Vater-Pacini testecske a klitorisz aljánál helyezkedik el. A rendezett idegvégződések a szeméremajkak teljes belső felületén megtalálhatóak, a csikló felé haladva egyre nagyobb koncentrációban. A legújabb kutatások alapján tudjuk, hogy nem az eddig feltételezett több ezer, hanem 10.000 körül idegvégződéssel rendelkezik a csikló.[1]
- G-pont: a hüvelyben közel a hüvelybemenethez található egy erősen bordázott terület, mely szerkezetében a szájpadlás felületéhez hasonlít. Ez a Gräfenberg pont, vagy röviden G-pont.
- Ánusz: a szőrrel borítottól a csupasz bőrfelületek felé haladva az ánusz körül az ideghálózat sűrűsödik, az idegvégződések száma növekszik. A Vater-Pacini testecskék mélyen a bőr alatti szövetekben találhatóak, valamint a végbélben.
- Lábujjak: sok ember élvezi a lábujjainak simogatását, csókolgatását, esetleg (főleg a nagylábujj) nyalogatását, szopogatását. A legtöbb embernél ez egy érzékeny és csiklandós terület.

## Fordítás
- Ez a szócikk részben vagy egészben az Erogenous zone című angol Wikipédia-szócikk fordításán alapul.  Az eredeti cikk szerkesztőit annak laptörténete sorolja fel. Ez a jelzés csupán a megfogalmazás eredetét és a szerzői jogokat jelzi, nem szolgál a cikkben szereplő információk forrásmegjelöléseként.